# Cuahuihuitzotitla
Cuahuihuitzotitla är en ort i Mexiko.   Den ligger i kommunen Naupan och delstaten Puebla, i den sydöstra delen av landet, 140 km nordost om huvudstaden Mexico City. Cuahuihuitzotitla ligger 2 072 meter över havet och antalet invånare är 536.
Terrängen runt Cuahuihuitzotitla är kuperad söderut, men norrut är den bergig. Runt Cuahuihuitzotitla är det tätbefolkat, med 319 invånare per kvadratkilometer. Närmaste större samhälle är Huauchinango, 7,1 km öster om Cuahuihuitzotitla. I omgivningarna runt Cuahuihuitzotitla växer i huvudsak blandskog.